# Pruniphilomyces circumscissus
Pruniphilomyces circumscissus (Sacc.) Crous & Bulgakov – gatunek grzybów z klasy Dothideomycetes. Mikroskopijny grzyb pasożytniczy występujący na wielu gatunkach roślin z rodzaju śliwa (Prunus). Powoduje u nich plamistość liści.

## Systematyka i nazewnictwo
Pozycja w klasyfikacji według Index Fungorum: Pruniphilomyces, Mycosphaerellaceae, Capnodiales, Dothideomycetidae, Dothideomycetes, Pezizomycotina, Ascomycota, Fungi.
Po raz pierwszy opisał go w 1876 r. Pier Andrea Saccardo, nadając mu nazwę Cercospora circumscissa. Obecna nazwę nadali mu Pedro Willem Crous i T.S. Bulgakov w 2020 r. Należy do monotypowego rodzaju Pruniphilomyces'' Crous & Bulgakov 2020. Synonimy:
- Cercospora circumscissa Sacc. 1876
- Passalora circumscissa (Sacc.) U. Braun 1995
- Pseudocercospora circumscissa (Sacc.) Y.L. Guo & X.J. Liu 1989

## Występowanie i siedlisko
Najwięcej stanowisk podano w Ameryce Północnej, poza nią w nielicznych miejscach w Europie, Azji i Afryce. W Polsce (pod nazwą Passalora circumscissa) podano jego stanowiska na gatunkach roślin należących do rodzaju śliwa (Prunus).